# Olivier Métra

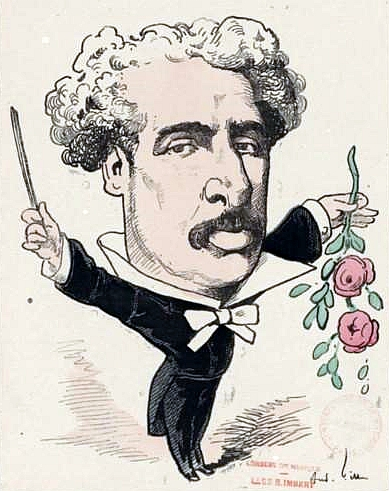
Portrait charge par André Gill en couverture des Hommes d'aujourd'hui.

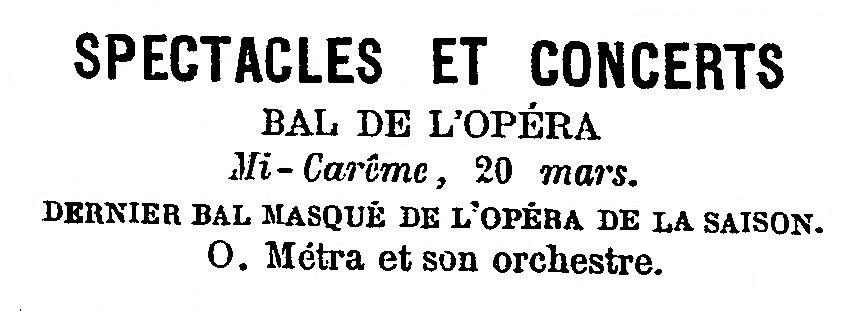
Annonce d'un bal de l'Opéra à la Mi-Carême 1879.

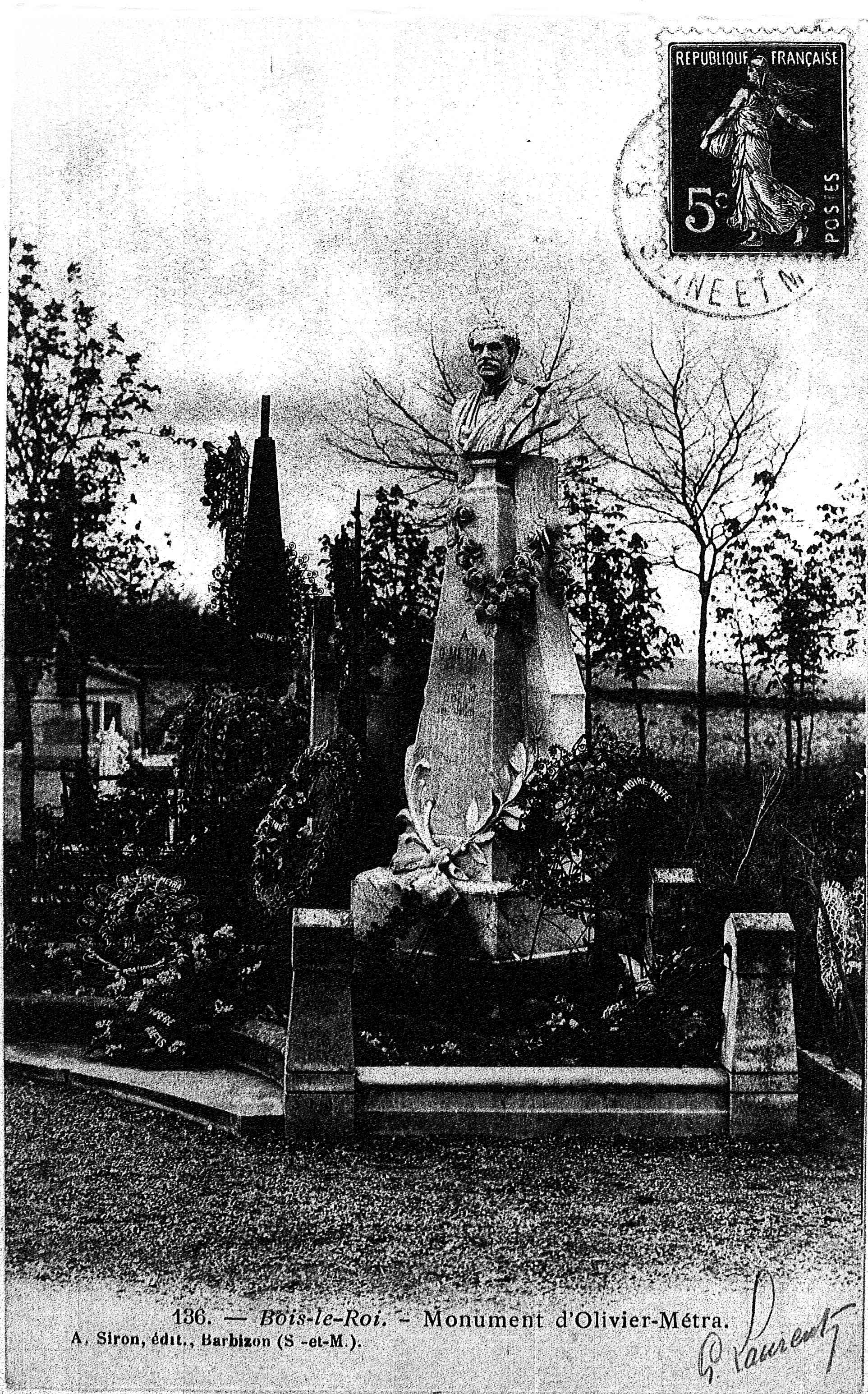
Ludovic Durand, Monument à Olivier Métra, 1892, cimetière de Bois-le-Roi.

Jules Louis Olivier Métra né à Reims le 2 juin 1830 et mort à Paris le 22 octobre 1889, est un compositeur et chef d'orchestre français.

## Biographie
Fils de l'acteur Jean Baptiste Métra, Olivier Métra monte très tôt sur scène avec son père. En 1842, il fait ses débuts au Théâtre Comte. En outre, il apprend le violon et joue, dès l'âge de 19 ans, dans un bal du boulevard Rochechouart. Sur les conseils d'un musicien d'orchestre, il suit les cours d'Antoine Elwart au Conservatoire de Paris, où il obtient un premier prix d'harmonie. 
Dès 1855, il dirige l'orchestre du Bal Mabille. Pendant cette période, il acquiert une grande popularité grâce à des valses, comme Le Tour du Monde, la Valse des Roses, Gambrinus, et La Nuit La sérénade. De 1872 à 1877, il dirige notamment les bals de l'Opéra-Comique, l'orchestre des Folies Bergère, pour lequel il a composé plusieurs ballets, y compris Les Volontaires. De 1874 à 1876, c'est au tour des bals du théâtre de la Monnaie à Bruxelles et, finalement, ceux de l'Opéra de Paris, aux côtés de Johann Strauss II. Il y donne, en 1879, le ballet Yedda, sur une chorégraphie de Mérante, représenté pour la première fois le 17 janvier 1879. En 1885, il fonde au Palais Vivienne les « soirées Metra » qui se composent de concerts promenade, de bals et de fêtes les mercredis et samedis soir. En 1888, il crée au Théâtre des Bouffes-Parisiens son opérette Le Mariage avant la lettre sur un livret d'Alphonse Jaime et Georges Duval. En plus de ses valses et opérettes, Métra réalise de nombreux arrangements d'autres opérettes de compositeurs comme Jacques Offenbach, Émile Tédesco, Louis Ganne, Robert Planquette, Charles Lecocq, Edmond Audran et Léon Vasseur. Certaines de ses compositions sont utilisées comme musiques de films dans, entre autres, Ciboulette, de Claude Autant-Lara (1930) et Les Destinées, d'Olivier Assayas (2000).
Il est, de tous les compositeurs français de son style et de son époque, l'un des plus populaires. Tout le monde connaissait ses valses, polkas, mazurkas et quadrilles.
Il meurt le 22 octobre 1889 chez sa sœur rue de La Rochefoucauld à Paris d'une tumeur au cerveau , Olivier Métra avait exprimé sa volonté d'être inhumé à Bois-le-Roi où il était domicilié. Son monument funéraire est orné d'un buste par Ludovic Durand en 1892.

## Hommages
La rue Olivier-Métra a été ouverte à Reims en 1892. 
En 1907, la rue Olivier-Métra dans le 20e arrondissement de Paris prend son nom en hommage. 
Un quai et une école de Bois-le-Roi portent également le nom du musicien qui habita cette commune.

## Littérature
Marcel Proust fait allusion à la Valse des roses d'Olivier Métra dans Du côté de chez Swann.

« Il trouvait ouverts sur son piano quelques-uns des morceaux qu'elle préférait : la Valse des Roses ou Pauvre fou de Tagliafico (qu'on devait, selon sa volonté écrite, faire exécuter à son enterrement), il lui demandait de jouer à la place la petite phrase de la sonate de Vinteuil, bien qu'Odette jouât fort mal, mais la vision la plus belle qui nous reste d'une œuvre est souvent celle qui s'éleva au-dessus des sons faux tirés par des doigts malhabiles, d'un piano désaccordé. »